# Håll om mig hårt
Håll om mig hårt är en låt av svenska musikgruppen Panetoz. Låten skriven av Jimmy Jansson, Karl-Ola Kjellholm, Jakke Erixson, Pa Modou Badjie, Njol Badjie och Nebeyu Baheru. Den deltog i Melodifestivalen 2016, och kvalificerade sig till andra chansen från den fjärde semifinalen. Låten kvalificerade sig till finalen och slutade på en åttonde plats.